# Marianka (Godziszewo)
Marianka – kolonia wsi Godziszewo w Polsce, położona w województwie pomorskim, w powiecie starogardzkim, w gminie Skarszewy, w pobliżu zachodniego brzegu jeziora Damaszka. Wchodzi w skład sołectwa Godziszewo.
W latach 1975–1998 kolonia administracyjnie należała do województwa gdańskiego.